# Marienaltar (St. Urban, Schwäbisch Hall)

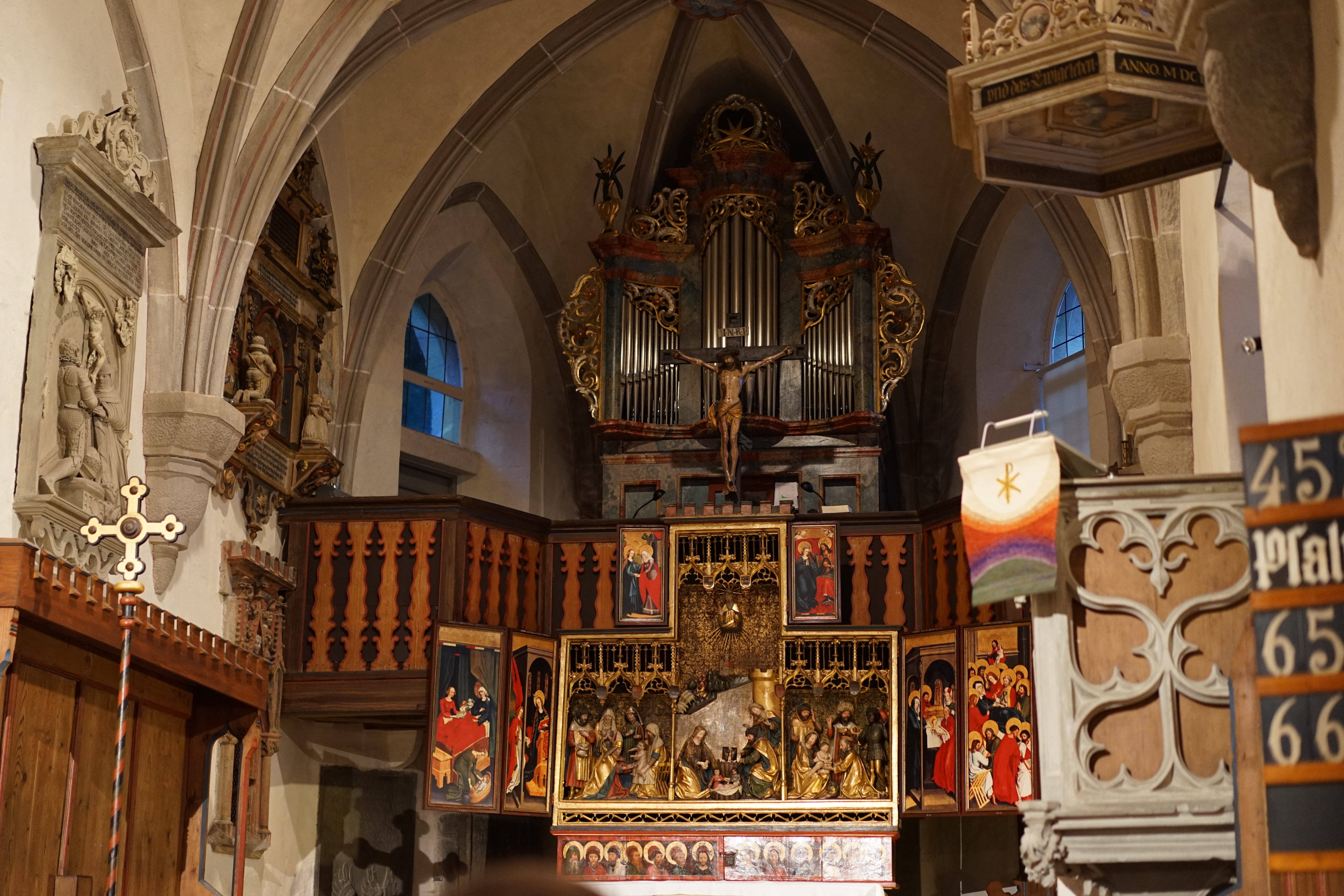
Der vollständige Marienaltar (2017)

Altarschrein, Zustand 1907

Der Marienaltar in St. Urban in Schwäbisch Hall ist ein siebenteiliger Klappaltar. Er stammt aus der Mitte des 15. Jahrhunderts.

## Geschichte
Der Altar wurde von Elisabeth von Hohenlohe († 1445) gestiftet. Ihr Sohn Friedrich v. Limpurg und ihre Schwiegertochter Susanna von Tierstein setzen den Wunsch Elisabeths um. Laut Eugen Gradmann stammt der Altar aus dem Jahre 1450; andere Quellen nennen das Jahr 1460.
Die kleinen Oberflügel und die sechs doppelseitig bemalten Altarflügel wurden 1840 an das Württembergische Landesmuseum in Stuttgart verkauft. Sie zeigen Szenen aus dem Marienleben, so Mariae Verkündigung, die Darbringung Jesu im Tempel oder die Marienkrönung. Eduard Krüger versuchte erfolglos, die Teile zurückzuerhalten. Anschließend sammelte er 1961 Geld für die Herstellung von fotografischen Nachbildungen. Diese Farbfotos kosteten 2.694 DM. Als die Fotos stark verblassten, ließ Krüger für 2.400 Euro die Fotos in den Flügeln durch farbige Reproduktionen durch die  Firma Prolab aus Stuttgart ersetzen.
Im Februar 2006 erhielt das Hällisch-Fränkische Museum in Schwäbisch Hall vom Landesmuseum Stuttgart als Dauerleihgabe fünf Seiten der großen Doppelflügel und die beiden kleinen Oberflügel. Voraussetzung waren klimatisierte Räume, die St. Urban nicht erfüllte. Zwei Seiten der doppelseitig bemalten Altarflügel verblieben im Alten Schloss in Stuttgart.

## Beschreibung
Der vollständige Altar besteht aus einem dreiteiligen Mittelstück mit Auszug, der mit zwei Flügeln geschlossen werden kann. Zusammen mit den beiden großen Flügeln an jeder Seite kann der Altar daher vollständig verdeckt werden. Der Mittelteil ist geschnitzt, die farbig gefassten und teilweise vergoldeten Figuren sind vor einem ornamentierten Goldgrund aufgereiht. Die mittlere Szene zeigt die Geburt Jesu, im Auszug erscheint die Büste von Gott dem Vater mit der Weltkugel, der goldene Strahlen auf das neugeborene Kind aussendet. Die beiden gemalten Klapptafeln des Auszugs zeigen die Begegnung von Maria und Elisabeth auf der einen, und eine Marienkrönung auf der anderen Seite.
Auf den beiden rechten Flügel ist die Mariengeburt und die Verkündigung dargestellt, auf den anderen Flügeln die Darstellung im Tempel und der Marientod.
Auf der Predella, die ebenfalls bemalt ist, sind die Köpfe von Jesus Christus mit Kreuznimbus und den Zwölf Aposteln aufgereiht.
Während alle Klapptafeln schlicht gerahmt sind, werden die Figuren der drei Mittelteile von reich vergoldetem Maßwerk mit jeweils drei Spitzbögen, Fialen und Kreuzblumen überfangen.

## Kunstgeschichtliche Bedeutung
Der Marienaltar durch einen in Antwerpen ausgebildeten Bildschnitzer gefertigt, vermutlich im Raum Schwäbisch Hall. Auch der Maler der Flügel war vermutlich ein Ortsansässiger.